# Ujgarak
Ujgarak ist eine Hügelnekropole der frühen Saken im heutigen Kasachstan. Sie liegt am Rand des Syrdarja-Deltas nahe bei der Kysylkum-Wüste. Der Ausgrabungsort wurde 1959 durch Luftaufnahmen entdeckt, Sergei Pawlowitsch Tolstow untersuchte einen Kurgan. Von 1961 bis 1965 wurden 70 der 80 Kurgane von O. A. Wischnewskaja ausgegraben und später dann ausführlich publiziert. Die Grabanlagen datieren ins 7. bis 5. Jahrhundert v. Chr. und verteilen sich auf eine Länge von etwa 2 km in der Ost-West-Ausrichtung. Sie lassen sich in drei Gruppen unterteilen, wobei sich zwischen den Gruppen kleinere Kurgane befinden. Die Gruppe im Osten besteht aus 30 Kurganen, die mittlere Gruppe aus 27 und die westliche Gruppe aus 21 Kurganen. Die Kurgane sind bis zu 2 m hoch und haben einen Durchmesser von 10 bis 14 m. Bei der Architektur für die Bestattungen unter den Kurganen konnten drei Haupttypen unterschieden werden: 
1. Es finden sich große, rechteckige Grabkammern, die etwa einen bis zwei Meter tief in die Erde gegraben sind. An den Ecken der Kammern finden sich Eckgruben oder Gräben, wodurch der Tote auf einer Art Podest lag. Die Eckgruben mögen auf Holzaufbauten hinweisen.
2. Es finden sich Grabschächte mit gerundeten Ecken und
3. schließlich Grabkammern, die direkt auf die alte Erdoberfläche errichtet wurden, auch hier gibt es Belege, dass Holzbauten um die Bestattung angelegt wurden.

Die Bestattungen fanden sich meist beraubt. In den 70 Kurganen gab es nur 30 Skelette. Die Leichen lagen einst auf Schilfmatten, Holzmatten oder auf einer Tragbahre. In wenigen Fällen wurde die Leiche in einen Holzsarg gelegt. Es gibt auch Belege für Feuerbestattungen. Es scheint, dass die Toten aufgebahrt oder niedergelegt wurden. Daraufhin wurden sie verbrannt, woraufhin der Kurgan über die Bestattung errichtet wurde. Mit wenigen Ausnahmen sind Einzelbestattungen die Regel. Männer sind oftmals mit Waffen beigesetzt worden. Frauen sind mit Getreidemahlsteinen, Schmuck, Kosmetikobjekten und Kultgegenständen bestattet worden. In den Bestattungen beider Geschlechter fanden sich Gefäße, Glasperlen und Messer. Es scheint, dass die Toten in ihrer Kleidung und mit Kopfschmuck beigesetzt wurden. Speisebeigaben gab es nicht. Pferdegeschirr kommt bei Männern vor, ebenso in reicheren Frauenbestattungen. Die sozialen Unterschiede im Friedhof sind nicht sehr groß, obwohl sich Unterschiede im Reichtum der Grabbeigaben feststellen lassen. Vor allem die Gräber der zentralen Gruppe waren etwas reicher ausgestattet. Hier mögen Anführer und bewaffnete Reiter bestattet worden sein. In den Bestattungen fanden sich ausgesprochen viele Typen von Waffen. Dazu gehören Acinaces, ein Streitpickel, ein Keulenknauf und zahlreiche Pfeilspitzen, die meisten waren aus Bronze gearbeitet. Messer waren aus Bronze oder Eisen gearbeitet. Beile waren aus Bronze gefertigt. In verschiedenen Gräbern fand sich auch Pferdegeschirr, darunter befinden sich Gebissstücke, Knebel, aber auch Ringe, Platten, Anhänger, sowie Riemenkreuzungen. Zum Schmuck, der sich vor allem bei Frauen fand, gehören Armbänder, Ohrringe und Halsketten.